# Station Rolleville
Station Rolleville is een voormalig spoorwegstation in de Franse gemeente Rolleville. Het station ligt aan de spoorlijn Le Havre-Graville - Tourville-les-Ifs. Het station sloot in 2024 voor het reizigersverkeer.